# تاکاهیرو تاناکا
تاکاهیرو تاناکا (انگلیسی: Takahiro Tanaka؛ زادهٔ ۲۲ نوامبر ۱۹۹۳) بازیکن فوتبال اهل ژاپن است.
از باشگاه‌هایی که در آن بازی کرده‌است می‌توان به باشگاه فوتبال توکیو وردی اشاره کرد.